# Saint-Brice, Seine-et-Marne
Saint-Brice är en kommun i departementet Seine-et-Marne i regionen Île-de-France i norra Frankrike. Kommunen ligger i kantonen Provins som tillhör arrondissementet Provins. År 2022 hade Saint-Brice 812 invånare.

## Befolkningsutveckling
Antalet invånare i kommunen Saint-Brice
| Referens: INSEE |